# Blattellina indica
Blattellina indica är en kackerlacksart som beskrevs av Karlis Princis 1951. Blattellina indica ingår i släktet Blattellina och familjen småkackerlackor. Inga underarter finns listade.